# Paul Moos (Musikschriftsteller)
Benno Paul Moos (* 22. März 1863 in Bad Buchau; † 27. Februar 1952 in Raeren, Belgien) war ein deutscher Musikschriftsteller.

## Leben
Benno Paul Moos besuchte die Elementarschule in Bad Buchau. Wegen des väterlichen Lederunternehmens zog die Familie 1871 nach Ulm in die Frauenstraße 7. Hier wechselte er dann auf das Gymnasium. Nach dem Abschluss der Schulausbildung 1887 ging er, um dem Wunsch des Vaters wegen der späteren Geschäftsübernahme zu entsprechen, auf die Handelsschule in Stuttgart. Danach war er kurzzeitig im väterlichen Betrieb als Kaufmann tätig, bevor er 1881 als Einjährig-Freiwilliger seinen Militärdienst leistete. Nach seiner Rückkehr erklärte er zum Entsetzen der Familie, dass er nicht den Beruf des Kaufmanns ausüben könne. Sein Wunsch bestand darin, Musik zu studieren. Da er der Erstgeborene war forderte der Vater von ihm, er solle erst nachweisen, dass er das Examen für die Aufnahme an die Universität schaffe. Dann könne er studieren, nur nicht Musik.
Dieses Examen bestand Moos 1883 und er wechselte an die Universität Tübingen in ein Medizinstudium. Nach einigen Semestern brach er das Studium ab und besuchte von da an die Akademie für Tonkunst in München, wo er Schüler von unter anderem Josef Gabriel Rheinberger, Ludwig Thuille und Joseph Giehrl (1857–1893) war. Diese Ausbildung führte er nicht zu Ende, sondern wechselte nach Berlin, um sich als Schriftsteller zu betätigen. Hier lernte er die Philosophen Eduard von Hartmann kennen. Dessen Theorien beeinflussten Moos erheblich. Nach einem längeren Aufenthalt in Italien, den er sowohl aus gesundheitlichen Gründen, aber auch um sich mit philosophischen Auffassungen auseinanderzusetzen nutzte, kam er 1898 nach Ulm zurück. Finanzielle Unterstützung erhielt er ab dieser Zeit durch seine Mutter und seinen Bruder Rudolf Moos, der sich inzwischen als selbständiger Schuhhändler in Berlin niedergelassen hatte. Er selbst arbeitete als Privatgelehrter.
Eine erste umfangreiche Schrift von Moos erschien 1902 über die „Moderne Musikästhetik in Deutschland“. In dieser Publikation setzte er sich nach historisch-kritischen Aspekten mit der Entwicklung des musikästhetischen Denkens in Deutschland, beginnend bei Kant, auseinander. Doch die in seiner Arbeit enthaltenen Thesen, vor allem die Würdigung der Hartmannschen „Philosophie des Schönen“ fanden zu dieser Zeit kaum ein Publikum. Deshalb setzte er in den folgenden Jahren ab 1906 seine musikästhetischen Forschungen mit einer Reihe von Aufsätzen über die Musiktheorie E. T. A. Hoffmanns fort. Dabei kam er zu der Erkenntnis, dass aber die Musikphilosophie von Richard Wagner hier nicht reibungslos eingeordnet werden könne. Deshalb versuchte Moos im Falle Wagners durch eine kritischere Darstellung dem Problem auf die Spur zu kommen.
Auch in den darauffolgenden Jahren dehnte Moos seine Forschungen immer weiter auf das gesamte Terrain der nachkantianischen Ästhetik aus. Besonders deutlich wurde das in seinem Text „Über den gegenwärtigen Stand der Musikästhetik“. Etwa ab 1906 wohnte er dann in Berlin und bemühte sich, weitere Publikationen bei den hier angesiedelten Verlagen veröffentlichen zu lassen. Sein erster Band einer kritischen Darstellung „Deutscher Ästhetik der Gegenwart“ erschien kurz nach dem Ersten Weltkrieg. Auch in weiteren Arbeiten spielten die dabei aufgeworfenen Themen immer wieder eine Rolle. Die Universität Erlangen verlieh ihm dafür 1929 die Ehrendoktorwürde des Dr. phil. Sein zweiter Band, der sich dann in besonders ausgiebiger Weise mit der Philosophie von Eduard von Hartmann beschäftigte, erschien erst 1931.
In der Zeit des Nationalsozialismus musste Moos Deutschland wegen seiner jüdischen Abstammung verlassen. Erst nach dem Zweiten Weltkrieg meldete er sich mit knappen Texten zum „Sinn und Wesen in der Musik“ zurück.
Am 27. Februar 1952 verstarb Paul Moos im belgischen Raeren, nahe der deutschen Grenze.

## Familie
Die Eltern von Moos waren der Kaufmann und Lederwarenhändler Heinrich Moos (1834–1891) und dessen Ehefrau Karoline Moos, geborene Einstein (1840–1929). Zu seinen jüngeren Geschwistern zählten Henriette Moos, verheiratete Veith (1864–1946), Berta Moos, verheiratete Kohn (1865–1925), der Salamander-Gründer Rudolf Moos (1866–1951), Alfred Moos (1869–1926) und Luise Moos, verheiratete Veith (1872–1959).

## Publikationen
- Moderne Musikästhetik in Deutschland. Historisch-kritische Uebersicht. Seemann Verlag Leipzig, 1902
- Die Musiktheorie von E. T. A. Hoffmann (Aufsätze)
- Richard Wagner als Ästhetiker. Versuch einer kritischen Darstellung. Schuster&Löffler Verlag Berlin, 1906
- Die Ästhetik des Rhythmus bei Theodor Lipps. 1909
- Hermann Cohen als Musikästhetiker. In: FS f. H. Kretschmar, 1918, S. 88–91;
- Die deutsche Ästhetik der Gegenwart. Mit besonderer Berücksichtigung der Musikästhetik. Versuch einer kritischen Darstellung. Schuster & Löffler, Berlin 1919.
- Die Philosophie der Musik. Von Kant bis Eduard von Hartmann. Ein Jahrhundert deutscher Geistesarbeit. Deutsche Verlagsanstalten, Stuttgart 1922.
- Beziehungen der jüngsten Musikwissenschaft zur Ästhetik. In: Ber. üb. d. I. Musikwiss. Kongreß d. dt. Musikges., Leipzig, 1926, S. 405–09.
- Die deutsche Ästhetik der Gegenwart. Die Philosophie des Schönen seit Eduard von Hartmann. Hesse Verlag, Berlin 1931.
- Bemerkungen zum Thema „Sinn und Wesen in der Musik“. In: Musikforschung 4, 1951, S. 205 f.
- Die Philosophie der Musik. Von Kant bis Eduard von Hartmann. Olms Verlag, Hildesheim 1975.